# Günter Rössler
Pour les articles homonymes, voir Rössler.
Günter Rössler (né le 6 janvier 1926 à Leipzig et mort le 31 décembre 2012  dans la même ville) est un photographe, photojournaliste et photographe de mode allemand, originaire de l'Allemagne de l'Est.
Il se fit notamment connaître par ses photographies de nu, pour lesquelles il fut un pionnier en Allemagne de l'Est. Il est parfois qualifié de « Helmut Newton de la RDA » , mais il n'aimait pas cette comparaison car il estimait qu'avec Newton, c'était la pose qui dominait, tandis que lui cherchait le plus d'authenticité possible, il fut publié autant par Sibylle (Zeitschrift) (de) que par Playboy.

## Biographie
Né à Leipzig le 6 janvier 1926, il dut faire son service militaire dans la Wehrmacht en 1944 et 1945. Blessé dans des combats avec l'Armée rouge, il fut ensuite un prisonnier de guerre. Libéré, il s'installa à Bad Nauheim où il travailla comme vendeur, retoucheur ou technicien de laboratoire. À partir de 1947, il partit étudier la photographie à la Hochschule für Grafik und Buchkunst Leipzig, où il côtoya Werner Tübke, Renate et Roger Rössing.
Il devint ensuite un photographe qui s'illustra dans la photo de mode, la publicité et le nu, travaillant pour Sibylle (Zeitschrift) (de) (l'équivalent est-allemand de Vogue ou Das Magazin (Deutschland) (de). Si sa première exposition de nus, qui eut lieu à Grimma en 1979, fit sensation, les suivantes connurent aussi le succès et purent être vues par des classes d'école, du fait de la simplicité et de l'abstraction de ses clichés en noir et blanc.
En 1981, il fut membre de l'Association des artistes visuels de la RDA (de) avant de rejoindre la Société allemande de photographie en 1996.
Des 10 000 deutschemarks que paya Playboy pour son article Mädchen der DDR (Filles de la RDA), Günter Rössler n'en toucha que 15%, le reste étant confisqué par le ministère du commerce extérieur est-allemand, ce qui était la norme à l'époque.
Avec Günter Rinnhofer (de), il fut l'un des rares à être présenté presque chaque mois dans  Fotografie et Fotokino-Magazin.
Après la mort de sa première épouse en 1991, il se maria avec  Kirsten Schlege, de 43 ans sa cadette, qu'il avait rencontré alors qu'elle était une modèle de 14 ans. De cette union naquit une fille en 2003.